# Родина Аноа'й
Родина Аноа'й (англ. Anoa`i) — сім'я професійних реслерів, що походить із Самоанських островів. Члени сім'ї були частиною декількох команд і угрупувань у рамках різноманітних промоушенів, особливо в WWE. Родина включає в себе таких відомих представників, як Роман Рейнс і Члени Залу Слави WWE Рікіші, Йокодзуна та Дикі Самоанці (Афа та Сіка). Серед інших відомих членів — Брати Усо (Джей Усо та Джиммі Усо), Умага, Роузі, Джейкоб Фату та Соло Сікоа.
Преподобний Амітуана'і Anoa'й та Пітер Майвія були побратимами, зв’язок, який продовжувався з синами Амітуана'i Afa і Sika, які вважають Пітера своїм дядьком. Пітер одружився з Офелією «Лією» Фуатагою, яка вже мала дочку на ім’я Ата, яку він усиновив і виховував як свою власну. Ата вийшла заміж за реслера Роккі Джонсона, і пара стала батьками Дуейна Джонсона, який змагався під іменами Роккі Майвія та Скеля, перш ніж зарекомендувати себе як актор. Дочка Дуейна, Сімон Джонсон, виступає в WWE під ім'ям Ейва. Двоюрідний брат Пітера, Джозеф Фанен, був батьком Савеліни Фанен, яка відома в WWE як Ная Джакс. Трініті Фату, відома в WWE як Наомі, вийшла заміж за Джиммі Усо. Джиммі Снука пов'язаний з родиною через шлюб, будучи одруженим з племінницею Пітера Мейвіа Шерон. Діти Джиммі, Сарона Снука, відома як Таміна, і Джиммі Снука-молодший, відомий як Дьюс або Сім Снука, обидва боролися за WWE. Дуейн Джонсон вважає Тонга ʻУліʻулі Фіфіта своїм дядьком, відомого в реслінгу як Хаку. Сини Тонга Тама Тонга, Тонга Лоа та Хікулео та їхній двоюрідний брат Bad Luck Fale змагалися у New Japan Pro-Wrestling.

## Інші члени
Пітер Майвія-молодший, син Пітера Майвія, виступав у NWA Polynesian Pro Wrestling. Голлівудський каскадер Таноай Рід (відомий як Тоа в «Американських гладіаторах») є двоюрідним племінником дружини Пітера Лії Майвії, тоді як професійна реслерка Ліна Фанен (Ная Джакс) є троюрідною тіткою Дуейна Джонсона. Рікі Джонсон, брат Роккі Джонсона, також був професійним реслером.
Донька Дуейна Джонсона Сімон виступає на підготовчому бренді WWE NXT як Ейва (скорочення від її попереднього імені Ейва Рейн). Вона є екранним генеральним менеджером NXT. Донька Афи Аноаі, Лінн Товал Аноа'й (Вейл Anoa'й), є письменницею та художницею. Чоловік Вейл змагається у World Xtreme Wrestling як Вертіго "The Cure" Рівера.
Джорні Фату, син Сема Фату, бере участь переважно в хардкорних матчах.
Ісая Фату (Зілла Фату), син покійного Едді «Умаги» Фату, змагається у промоушені Букера Т Reality of Wrestling
Джеремая Пеніата Фату (Таміко Т. Фату), син Рікіші, змагається у незалежних промоушенах.
Шон Малюта, племінник Афи, був учасником турніру WWE у Cruiserweight Classic. Племінник Афи, Девід Туа є професійним боксером.
Джиммі Снука був членом родини Аноа'й, через його шлюб із Шерон Ілі. Двоє їхніх дітей, Джиммі Снука-молодший (також відомий як Дьюс ) і Таміна Снука, також виступали у WWE.

## Команди та угрупування

### 3-Minute Warning
У WWE з 2002 по 2003 роки Метт Аноа'й та Едді Фату сформували команду під іменами Роузі та Джамал відповідно. 3-Minute Warning виконувало j[jhjywsd генерального менеджера бренду Raw Еріка Бішоффа. Команда використовулася, щоб засквошити будь-яку діяльність на рингу, яку Бішоф вважав «нудною». Бішофф часто давав команді несподівані виходи, вимовляючи фразу "три хвилини".

### Samoan Gangstas
Samoan Gangstas були командою незалежного промоушену World Xtreme Wrestling (WXW).  Команда складалася з членів родини Аноа'й.  
Samoan Gangstas були командою, що складалася з братів від інших матерів Метта Е. Смоллса та Світа Семмі Сілка (Метт і Саму Аноа'й). Їхню команду було сформовано в 1997 році в WXW, промоушені на половину належавший The Wild Samoans, батька Саму та дядька Метта, Афа Аноа'й. Дует досяг успіху на WXW у командному дивізіоні. 24 червня вони виграли своє перше Ккомандне Чемпіонство WXW, здолавши Love Connection (Sweet Daddy Jay Love і Georgie Love). Однак їх тимчасово відсторонили, а титул оголосили вакантним. Метт був переупакований на Метті Смоллз. Вони повернулися влітку 1997 року і перемогли Siberian Express (The Mad Russian and Russian Eliminator) 17 вересня, щоб виграти свій другий командний титул WXW.
Проблеми почалися між Смоллсом і Смутом. Два партнери почали ворогувати один з одним і не могли належним чином зосередитися на своїх командних чемпіонствах. 27 березня 1998 року, Смут переміг Смоллза в матчі «Програвший покидає місто» . В результаті програшу в цьому матчі Смоллс був змушений покинути промоушен.  Він залишив WXW, а Смут зосередився на сольній кар'єрі. Через деякий час Смоллз повернувся до WXW, і обидва партнери знову об’єдналися як Samoan Gangstas і почали змагатися у командному дивізіоні. Вони ворогували з кількома командами WXW і зосередилися на тому, щоб повернути Командне Чемпіонство WXW. Однак через їхні сімейні суперечки та проблеми один з одним вони не брали участь у турнірі за вакантний титул, а натомість ворогували один з одним. Samoan Gangsters ворогували один з одним після їх розколу, поки Смоллз не покинув WXW і не почав боротися як Кімо. Він почав співпрацювати з Екмо (Едді Фату) як The Island Boyz, і дует виступати у Frontier Martial-Arts Wrestling (FMW), перш ніж підписати контракт з World Wrestling Entertainment (WWE) і виступати на їх територіях розвитку.

### The Sons of Samoa
The Sons of Samoa — це команда, яка зараз виступає в Пуерто-Ріканськансьеому реслінг промоушені, World Wrestling Council та WXW. Команда складається з Афи-молодшого і Ел. Ей. Смута.
Команда була сформована у WXW у 1998 році, на короткий час як угрупування з Саму. Команда реформувалася в квітні 2009 року на шоу WXW за участю Афи-молодшого. і Ел Ей Смута. У 2013 році вони почали у промоушені WWC в Пуерто-Ріко. На Euphoria 2013 вони програли Thunder and Lightning. Вони виграли Командне Чемпіонство Світу WWC у Thunder and Lightning 9 лютого, а потім поступилися титулами Thunder and Lightning 30 березня на Camino a la Gloria. Однак вони виграли титули 29 червня 2013 року на Summer Madness.

### Брати Усо
Усо (народилися 22 серпня 1985 року) — самоанська реслінг команда, що складається з братів-близнюків Джея Усо та Джиммі Усо, які виступають у WWE. Вони були триразовими командними чемпіонами Raw (протягом перших двох рейнів титул називався Командним Чемпіонством WWE) і п’ятиразовими Командними Чемпіонами SmackDown — їхній п’ятий рейн є найдовшим в історії титулу, а також найдовшим серед чоловічих командних чемпіонств в історії WWE. Вони є першою командою, яка одночасно тримала командні чемпіонства Raw і SmackDown як Беззаперечні Командні Чемпіони WWE. РанішеТаміна Снука була їх менеджеркою, а також вони є одноразовими Командними Чемпіонами FCW Florida.

### The Bloodline
The Bloodline — лиходійська реслінг угрупування, яка виступає в WWE. Групу очолював Роман Рейнс, який був першим, хто одночасно тримав Чемпіонство WWE та Чемпіонство Всесвіту WWE як Беззаперечний Чемпіон Всесвіту WWE. Також у групі є двоюрідний брат Рейнса Соло Сікоа, який є колишнім Чемпіоном Північної Америки NXT і нинішнім лідером. Усо (Джей Усо та Джиммі Усо), які раніше володіли беззаперечним командним чемпіонством WWE, було залишили групу, хоча Джиммі знову приєднався та згодом був видалений. У лютому 2024 року до групи приєднався Скеля, якого Рейнс вважає двоюрідним братом. Пол Гейман, який є спеціальним радником Рейнса, також є членом угрупування. 12 квітня 2024 року Тама Тонга, прийомний син/біологічний племінник Хаку, приєднався до Bloodline. Скеля вважає Хаку своїм дядьком.